# Stephanopis scabra
Stephanopis scabra là một loài nhện trong họ Thomisidae.
Loài này thuộc chi Stephanopis. Stephanopis scabra được Ludwig Carl Christian Koch miêu tả năm 1874.